# كيث ريان
كيث ريان (بالإنجليزية: Keith Ryan)‏ (25 يونيو 1970 في المملكة المتحدة - ) هو لاعب كرة قدم بريطاني في مركز الوسط. لعب مع بركهامستد تاون ‏ وويكمب وندررز.

## وصلات خارجية
- كيث ريان على موقع قاعدة بيانات كرة القدم.إي يو (الإنجليزية)
- كيث ريان على موقع Soccerbase.com (لاعب) (الإنجليزية)
- كيث ريان على موقع Soccerbase.com (مدرب) (الإنجليزية)